# Cantone di Alaigne
Il Cantone di Alaigne era una divisione amministrativa dell'arrondissement di Limoux.
A seguito della riforma approvata con decreto del 21 febbraio 2014, che ha avuto attuazione dopo le elezioni dipartimentali del 2015, è stato soppresso.

## Composizione
Comprendeva i comuni di
- Alaigne
- Bellegarde-du-Razès
- Belvèze-du-Razès
- Brézilhac
- Brugairolles
- Cailhau
- Cailhavel
- Cambieure
- La Courtète
- Donazac
- Escueillens-et-Saint-Just-de-Bélengard
- Fenouillet-du-Razès
- Ferran
- Gramazie
- Hounoux
- Lasserre-de-Prouille
- Lauraguel
- Lignairolles
- Malviès
- Mazerolles-du-Razès
- Montgradail
- Monthaut
- Pomy
- Routier
- Seignalens
- Villarzel-du-Razès